# KFOR
KFOR (Forțele din Kosovo) este o forță militară condusă de NATO cu scopul menținerii păcii și a unei împrejurări pașnice în Kosovo fiind sub administrația ONU după sfârșitul războiului din Kosovo.
KFOR s-a format pe 12 iunie 1999 și au intrat în Kosovo, în urma unui mandat de două zile al ONU după adoptarea Rezoluției 1244 al Consiliul de Securitate ONU. În acea perioadă, Kosovo suferise o criză umanitară gravă cu forțele militare din Republica Federală Iugoslavia (RFI) și Armata de Eliberare din Kosovo (UÇK). Conflictele etnice erau uriașe, iar numărul de morți a atins recordul din istorie. Aproximativ 1 milion de refugiați au părăsit regiunea. Începând cu 23 mai 2016, KFOR a constat din 4600 de soldați.

Conform unor organizații internaționale, Kosovo devenise o țară cu destinație mare pentru traficul de prostituție a femeilor și tinerelor, după stabilirea Misiunii Administrative Interimare a Organizației Națiunilor Unite în Kosovo (UNMIK) în 1999. Prezența trupelor din partea ONU/NATO, a 'ajutat' la creșterea traficului de prostituție. Potrivit organizației Amnesty International, cele mai multe prostituate erau din Moldova, România, Bulgaria și Ucraina.
În anul 2007 KFOR era formată din 16,000 de trupe militare. Prezența KFOR în ziua de azi este necesară pentru a menține securitatea și stabilitatea în Kosovo iar ONU urmărește statisticile către viitor.
După ce Kosovo și-a declarația independența, comandantul forțelor NATO a declarat pe 20 februarie 2008 că nu intenționează să întărească securitatea în nordul provinciei, în ciuda violențelor cauzate de sârbii kosovari.
Din ianuarie 2010, numărul trupelor KFOR a fost diminuat la mai puțin de 10.000.

## Obiective
NATO's initial mandate was:
Mandatul inițial emis de NATO: 

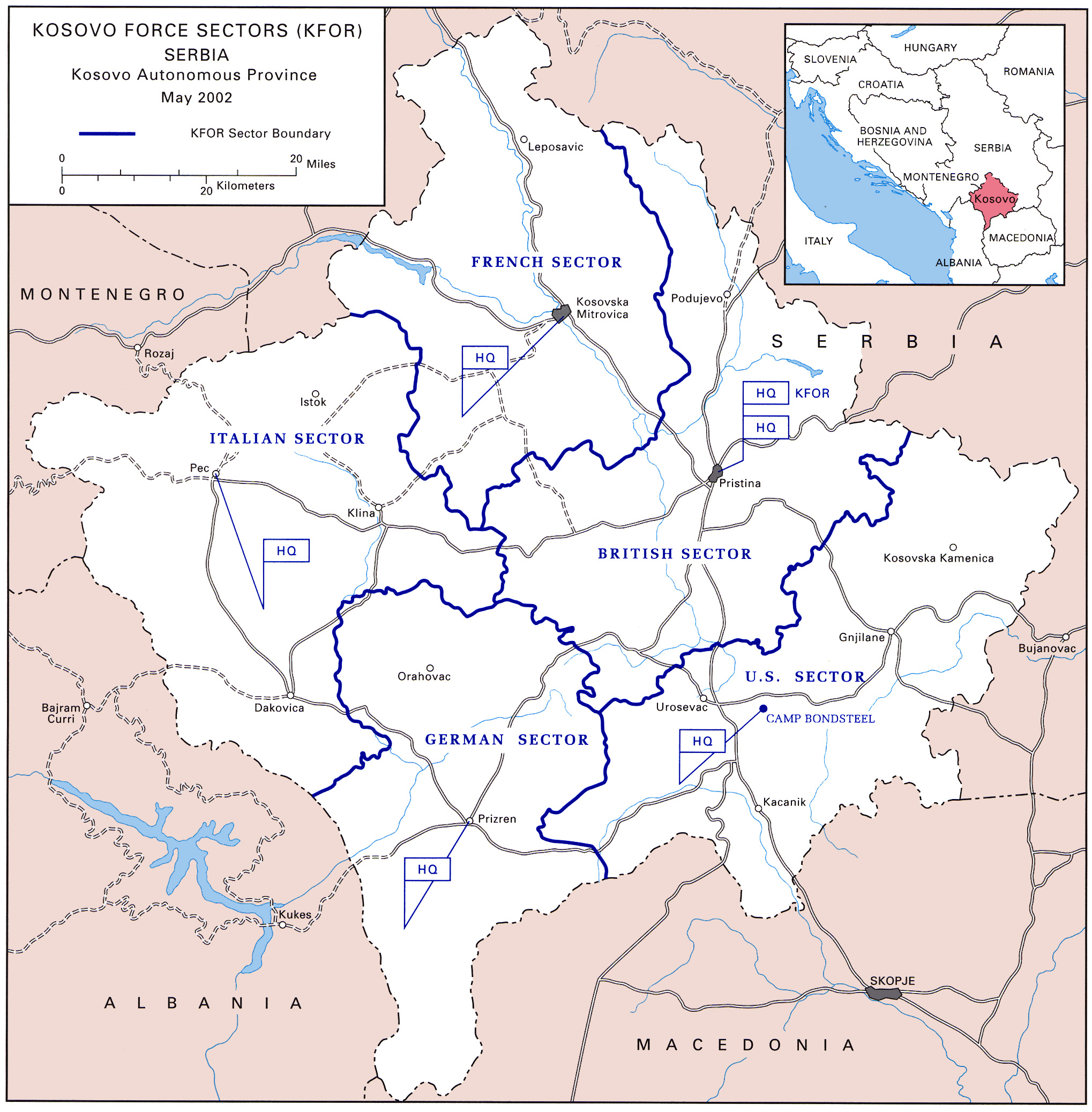
Map of the KFOR-Sectors, 2002

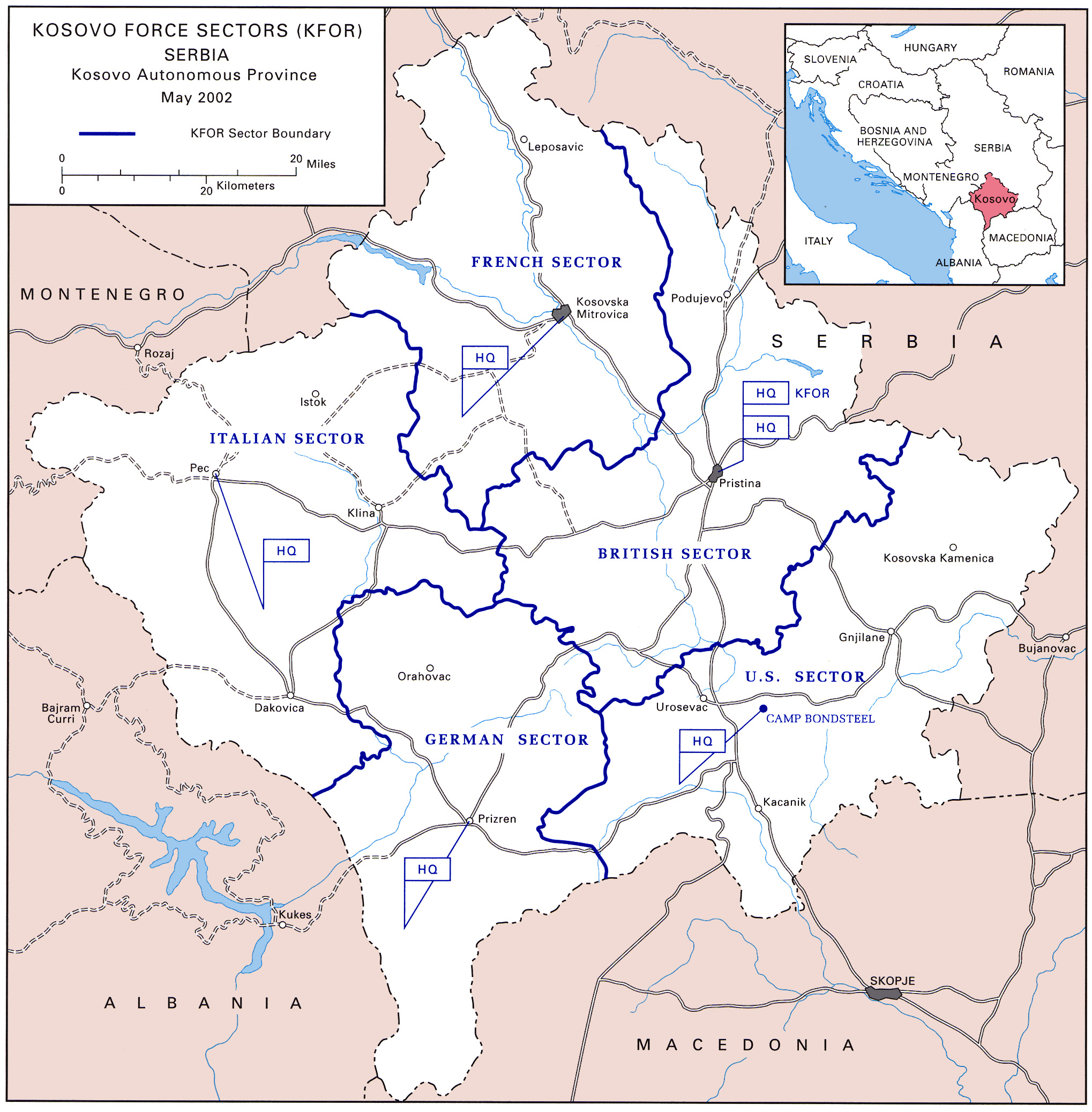
Sectoarele KFOR în 2002

- împiedicare amenințărilor și a ostilităților reînnoite contra Kosovo de Iugoslavia și forțele sârbe;
- stabilirea și menținerea unei împrejurări sigure în Kosovo, inclusiv siguranța publică și ordinea civililor;
- demilitarizarea Armatei de Eliberare din Kosovo;
- susținerea efortului umanitar internațional;
- coordonarea și susținerea prezenței civile internaționale;

În prezent, obiectivul KFOR este 'construirea' unei împrejurări sigure, unde toți cetățenii, de toate etniile, pot trăi în pace cu ajutor internațional. Democrația și societatea civilă primește treptat putere. Sarcinile KFOR includ:
- asistență pentru persoanele deplasate sau a refugiaților cu întoarcere sau relocare;
- reconstruire și deplantarea minelor;
- asistență medicală;
- securitatea și ordinea publică;
- siguranța minorităților etnice;
- apărarea locurilor patrimoniale;
- securitatea granițelor;
- interdicția contrabandelor de arme după graniță;
- implementarea rețelelor de arme, muniții și a planurilor de amnistie a explozivelor în Kosovo;
- distrugerea armelor;
- susținerea pentru stabilirea instituțiilor civile, a legilor și a ordinelor, sistemul juridic și penal, procesul electoral și alte aspecte ale politicii, viața socială și economică a provinciei.

Țările din Grupul de Contact au declarat că KFOR va rămâne în Kosovo pentru a asigura securitatea necesară pentru menținerea stabilirii proviziilor a statutului din Kosovo.

## Structură

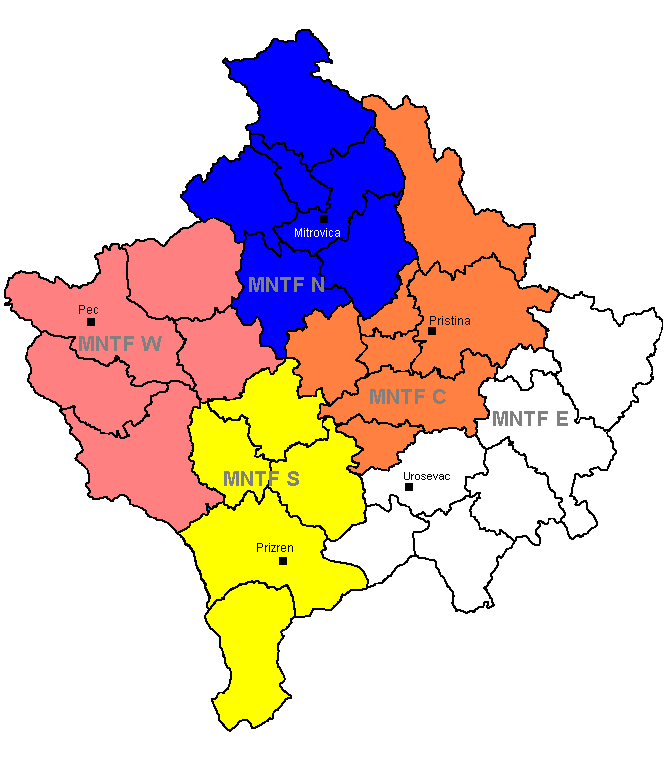
Sarcinile KFOR în 2006

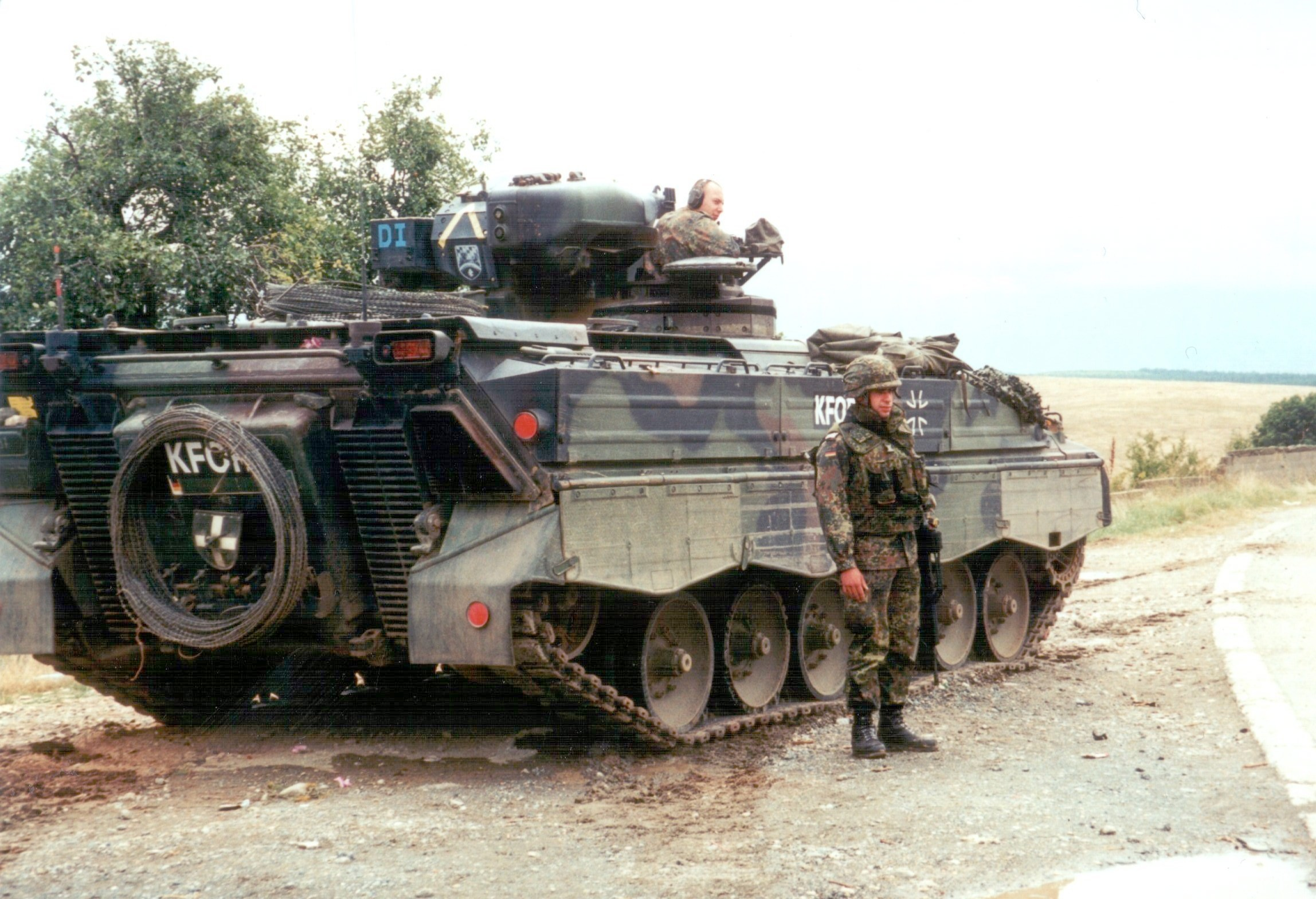
Soldați KFOR din armata germană și un vehicul Marder pentru infanteria de lupă în sudul provinciei Kosovo în 1999

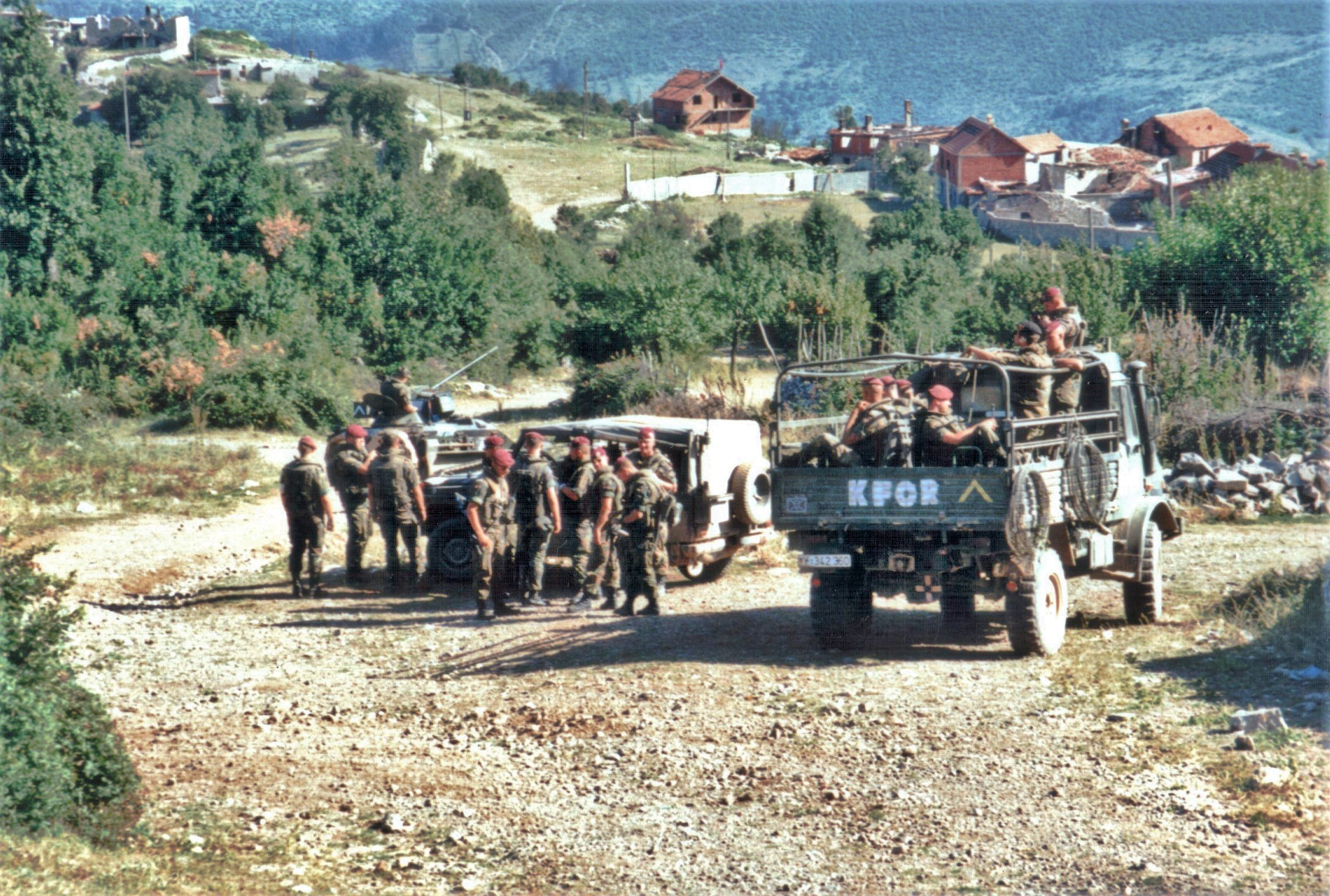
Soldați Bundeswehr ai Germaniei trimiși în KFOR patrulând în sudul provinciei Kosovo în 1999

Inițial KFOR au fost așezate în 4 brigăzi multinaționale ale regiuni. Brigăzile erau responsabile pentru acțiunile unei zone specifice, dar sub comanda unui singur lanț de comandați, aceștia fiind de asemenea sub autoritatea Comandantului KFOR. În august 2005 Consiliul Nord-Atlantic decide restructurarea KFOR, înlocuind brigăzile multinaționale existente, cu cinci brigăzi pentru întărirea flexibilității cum ar fi scoaterea restricțiilor treceri granițelor unităților către diferite sectoare în Kosovo.
- Sarcinile Forțelor Multinaționale din Nord (SFMN-N):

SFMN-N se desfășoară în nordul regiunii Kosovo cu sediul central la Novo Selo și este sub ordinul brigadierului general Claude Mathey din 30 mai 2008 (Armata Franceză).
Contribuiri naționale: Belgia, Danemarca, Franța (lider național), Grecia, Estonia, Luxemburg, Maroc.
- Sarcinile Forțelor Multinaționale din Est (SFMN-E):

SFMN-E se desfășoară in estul regiunii Kosovo, cu sediul central la Uroševac și este sub ordinul brigadierului general Larry Kay (Armata S.U.A) din 10 iulie 2008. Majoritatea soldaților din S.U.A sunt membrii ai Gărzi Naționale, care au mobilizați pentru misiunea KFOR.
Baza Boundsteel este cartierul general pentru Sarcinile Forțelor Multinaționale din Est (SFMN-E). 
Baza Monteith a fost cartierul general anterior folosit de KFOR, dar în prezent este o bază de antrenare pentru Forțele de Securitate Kosovo.
Contribuiri naționale: Armenia, Grecia, Lituania, România, Ucraina, Statele Unite (lider național).
- Sarcinile Forțelor Multinaționale din Sud (SFMN-S):

SFMN-E se desfășoară în sudul regiunii Kosovo, cu sediul central la Prizren. Sarcina acestei Forțe a fost stabilită pe 15 iunie 2006, și este sub ordinul brigadierului general Robert Prader (Armata Austriacă) din 29 mai 2008.
Contribuiri naționale: Austria (lider național), Bulgaria, Germania, Elveția, Turcia. 

Baza Casablanca este cartierul general pentru Sarcinile Forțelor Multinaționale din Sud.
- Sarcinile Forțelor Multinaționale din Vest (SFMN-V):

SFMN-V se desfășoară în regiunea Metohia, cu sediul central la Peć și este sub ordinul brigadierului general Agostino Biancafarina (Armata Italiană) din 30 aprilie 2008.
Contribuiri naționale: Italia (lider național), Spania, Slovenia, Ungaria, România.
- Sarcinile Forțelor Multinaționale din Centru (SFMN-C):

SFMN-C se desfășoară în regiunea Drenica, sediul central la Lipljan și este sub ordinul brigadierului general Kyösti Halonen (Armată Finlandeză).
Contribuiri naționale: Republica Cehă, Finlanda (lider național), Irlanda, Letonia, Slovacia, Suedia.

## Contribuiri naționale
Trupele KFOR sunt formate din 50,000 de soldați, care provin 39 de naționalități diferite NATO / non-NATO. Pagina oficială KFOR, indică un număr de 15,000 soldați în 2008 care provin din 34 de țări participante în KFOR.
Țările care au contribuit cu personal mare pentru KFOR inițial erau:
- Regatul Unit (19,000 de trupe - prezent 1)
- Germania (8,500 - prezent 753)
- Statele Unite ale Americii (7,000 - prezent 621)
- Franța (7,000 - prezent 150)
- Italia (5,000 - prezent 564)
- Țările de Jos (3,600 - prezent 3)
- Rusia (3,000? - prezent 0)
- Canada (1,407 - prezent 5)
- Ucraina (1,300 - prezent 162)
- Spania (prezent 0)
- Polonia (800 - prezent 230)

Alte state NATO:
| - Belgia (0) - Bulgaria (11) - Cehia (10) - Danemarca (35) - Estonia (1) - Grecia (366) | - Ungaria (197) - Islanda (? - prezent 0) - Lituania (1) - Letonia (0) - Luxemburg (22) - Norvegia (4) | - Portugalia (171) - România (56) - Slovacia (0) - Turcia (402) - Slovenia (316) |

Alte state non-NATO:
| - Argentina (? - prezent 0) - Armenia (0) - Austria (561 - prezent 434) - Azerbaidjan (34 - prezent 0) - Chile (0) - Finlanda (19) | - Georgia (182 - prezent 0) - Ghana (0) - Irlanda (279 - prezent 12) - Maroc (213 - prezent 170) - India (800 - prezent 0) | - Malta (? - prezent 0) - Republica Moldova (41) - Filipine (? - prezent 0) - Suedia (56) - Elveția (219) - Mongolia (? - prezent 0) | - Emiratele Arabe Unite (? - prezent 0) |

## Comandanți KFOR
1. Mike Jackson ( Regatul Unit, 12 iunie 1999 - 8 octombrie 1999),
2. Klaus Reinhardt ( Germania, 8 octombrie 1999 - 18 aprilie 2000),
3. Juan Ortuño Such ( Spania, 18 aprilie 2000 - 16 octombrie 2000),
4. Carlo Cabigiosu ( Italia, 16 octombrie 2000 - 6 aprilie 2001),
5. Thorstein Skiaker ( Norvegia, 6 aprilie 2001 - 3 octombrie 2001),
6. Marcel Valentin ( Franța, 3 octombrie 2001 - 4 octombrie 2002),
7. Fabio Mini ( Italia, 4 octombrie 2002 - 3 octombrie 2003),
8. Holger Kammerhoff ( Germania, 3 octombrie 2003 - 1 septembrie 2004),
9. Yves de Kermabon ( Franța, 1 septembrie 2004 - 1 septembrie 2005),
10. Giuseppe Valotto ( Italia, 1 septembrie 2005 -  1 septembrie 2006),
11. Roland  Kather ( Germania, 1 septembrie 2006 - 31 aprilie 2007),
12. Xavier de Marnhac ( Franța, 31 august 2007 - 29 august 2008),
13. Giuseppe Emilio Gay ( Italia, 29 august 2008 - 8 septembrie 2009),
14. Markus Bentler ( Germania, 8 septembrie 2009 - 31 august 2010),
15. Erhard Bühler ( Germania, 1 septembrie 2010 - prezent)

## Pierderile trupelor KFOR
De când KFOR a pătruns în provincia Kosovo pe 11 iunie 1999, 165 de soldați au murit, o mare parte accidental. Pe 19 octombrie 2004 s-a confirmat 115 soldați din partea NATO au murit în timpul operațiunii. Alți 50 de soldați din partea NATO au fost declarați decedați, printre care 24 soldați din Slovacia au murit într-un accident de elicopter militar în Ungaria.